# Еолови наслаги
Еоловите наслаги или Еолови натрупвания се образуват в резултат от натрупването на пренесени от ветровете изветрителни продукти от основни скали или рохкави алувиални, езерни, морски и други наслаги. Разпространени са главно в аридните области (пясъци, льос), но се срещат и в други природни зони. По време на преместването им във ветровия поток песъчинките се движат скокообразно или превъртайки се. Прахови частици могат да се издигнат от възходящи движения на въздуха до 3 – 6 km височина и да бъдат пренесени на стотици и хиляди километри. Когато енергията на вятъра се окаже недостатъчна да поддържа техния пренос пясъчните и праховите частици падат върху земната повърхност се натрупват, най-често пред орографски прегради. Те могат да паднат заедно с капки дъжд или снежинки и често се смесват с морски и континентални валежи с различен произход, като в този случай не образуват самостоятелни еолови наслаги. По последни данни, праховите частици, падащи от въздуха съставляват от 20 до 75% от дънните океански наслаги. Заедно с тях от въздушната среда падат и различни (карбонатни, хлоридни и др.) соли. Пясъчните еолови наслаги се срещат предимно в пустините, по морските и езерни крайбрежия, по речните тераси и др. Някои от еоловите пясъци са привързани към райони обхванати в миналото от континентални ледници.

## Формиране, строеж
Почти повсеместно разпространените прахови еолови наслаги, в много от случаите дават началото на льосови и льосовидни натрупвания. Обичайно те се формират за сметка на пясъчните натрупвания с морски, делтов, алувиален, пролувиален, езерен и флувиоглациален произход. В сравнение с изходните пясъци, еоловите наслаги, като правило, добре сортирани, обединени с леки минерали и обогатени със зърна от твърди и новообразувани минерали имат жълто-кафеникав цвят. Зърната на твърдите минерали с едра и средна (над 0,25 mm) фракции са добре ошлайфани, а в дребнозърнестите фракции преобладават ъгловато ошлайфани зърна. При продължителна еолова обработка се формират пясъчни наслаги, състоящи се от добре ошлайфани и полирани зърна само от най-устойчиви минерали (кварц, циркон, гранат, по рядко магнетит и др.). Някои еолови наслаги се състоят изключително от един компонент (варовикови, еолитови, коралови, раковинови пясъци и др.). Пясъчните еолови наслаги се характеризират предимно с диагонално-вълниста и косо-клиновидна слоестост. Мощността им е малка (от няколко m до десетки m) и само много рядко достигат няколко стотин m, съответстващи по височина на големи акумулативни еолови форми на релефа. В зависимост от степента и характера на еоловата преработка на изходния материал пясъчните наслаги се поделят на непреместваеми (преотвеяни) и преместваеми (навеяни). Първите са много по-разпространени, не изгубват пространствената си връзка с подстилащите изходни пясъци, в тях типично преобладават относително едри фракции (1,0 – 0,25 mm) и обогатени (в сравнение с изходните пясъци) с тежки минерали, което понякога довежда до концентрация на минерали (например еоловите разсипи на минерали с редки метали в Сахара, Флорида и др). Навеяните пясъци са лишени от пространствена връзка с основната скала и залягат върху чужд субстрат. За тях са характерни обогатени дребнозърнести (0,25 – 0,1 mm) материали и минерали от леки фракции.

## Видове еолови наслаги
В зависимост от характера на еоловата дейност, произхода на изходния материал и степента на еоловата диференциация се формират следните видове еолови наслаги:
- Еолови наслаги в области с преобладаване на ветровата ерозия – обработени от вятъра блокови скали, чакълести и каменисти натрупвания в планини, полярни и предпланински равнинни пустини;
- Еолови наслаги в области с ветрова ерозия, преотвяване и акумулация. Най-разпространени са еолово-елувиалните наслаги, образувани по бреговете на реки, а в аридни условия – в области с обширни речни разливи;
- Еолово-делтови наслаги;
- Еолово-пролувиални наслаги;
- Еолово-крайбрежно-морски наслаги;
- Еолово-крайбрежно-езерни наслаги;
- Еолово-флувиоглациални наслаги.[1]

Еоловите наслаги в области с ветрова акумулация представляват натрупвания на прахови частици от т.нар. „топъл“ тип (за сметка на праха, издухан при пренавяването на рохкав материал от аридните пустини) и „студен“ тип (за сметка на отвяването на пясъчни натрупвания в приледниковите области през епохата на континенталните ледници).

## Вижте още
- Еолови форми на релефа